# Haplogryllacris singaporae
Haplogryllacris singaporae är en insektsart som först beskrevs av Heinrich Hugo Karny 1923.  Haplogryllacris singaporae ingår i släktet Haplogryllacris och familjen Gryllacrididae. Inga underarter finns listade i Catalogue of Life.